# Даллам (округ)
Округ Даллам (англ. Dallam County) расположен в США, на северо-западной оконечности штата Техас. Официально образован в 1876 году и назван в честь Джеймса Вилмера Даллама — техасского газетного издателя и адвоката. По состоянию на 2000 год, численность населения составляла 6222 человека. Окружным центром является город Далхарт.
Даллам — самый северный из десяти техасских округов, занятых в период 1885—1912 годов знаменитым ранчо XIT. В Далхарте расположен музей XIT. Проводятся ежегодные соревнования по родео под названием «XIT Rodeo and Reunion» в первые выходные дни августа.

## География
По данным Бюро переписи США, общая площадь округа равняется 3899 км², из которых 3897 км² суша и 2 км² или 0,04 % это водоёмы.

### Соседние округа
- Симаррон, Оклахома (север)
- Хартли (юг)
- Шерман (восток)
- Юнион, Нью-Мексико (запад)

### Национальные охраняемые территории
- лугопастбищное угодье Рита-Бланка (часть)

## Демография
По данным переписи населения 2000 года в округе проживало 6222 жителей, в составе 2317 хозяйств и 1628 семей. Плотность населения была 2 человека на 1 квадратный километр. Насчитывалось 2697 жилых домов, при плотности покрытия 1 постройка на 1 квадратный километр. По расовому составу население состояло из 82,64 % белых, 1,64 % чёрных или афроамериканцев, 0,9 % коренных американцев, 0,21 % азиатов, 12,41 % прочих рас, и 2,2 % представители двух или более рас. 28,38 % населения являлись испаноязычными или латиноамериканцами.
Из 2317 хозяйств 39 % воспитывают детей возрастом до 18 лет, 55,1 % супружеских пар живущих вместе, 9,7 % женщин-одиночек, 29,7 % не имели семей. 26,2 % от общего количества живут самостоятельно, 10 % лица старше 65 лет, живущие в одиночку. В среднем на каждое хозяйство приходилось 2,68 человека, среднестатистический размер семьи составлял 3,24 человека.
Показатели по возрастным категориям в округе были следующие: 31,8 % жители до 18 лет, 8,6 % от 18 до 24 лет, 28,8 % от 25 до 44 лет, 20,6 % от 45 до 64 лет, и 10,3 % старше 65 лет. Средний возраст составлял 31 год. На каждых 100 женщин приходилось 102 мужчины. На каждых 100 женщин в возрасте 18 лет и старше приходилось 101,3 мужчин.
Средний доход на хозяйство в округе составлял 27 946 $, на семью — 33 558 $. Среднестатистический заработок мужчины был 27 244 $ против 19 000 $ для женщины. Доход на душу населения был 13 653 $. Около 11,3 % семей и 14,1 % общего населения находились ниже черты бедности. Среди них было 15,4 % тех кому ещё не исполнилось 18 лет, и 24,8 % тех кому было уже больше 65 лет.

## Политическая ориентация
В Техасской палате представителей округ Даллам числится в составе 86-го района. С 1985 года интересы округа представляет атторней из Амарилло республиканец Джон Смити. В целом Даллам традиционно придерживается республиканских взглядов.

## Населённые пункты
- Далхарт[4]
- Перико
- Текслайн

## Образование
Образовательную систему округа составляют следующие учреждения:
- школьный округ Далхарт[5]
- школьный округ Стратфорд[6]
- школьный округ Текслайн[7]

## Галерея
|                                                                       |                       | |
| Экспозиция в музее ранчо XIT (образцы штампов для клеймения животных) | Закат в округе Даллам | Пограничный знак штата Техас в Далламе (текст гласит «Добро пожаловать в Техас. Родной порог Джорджа У. Буша») |